# Clapra
Clapra là một chi bướm đêm thuộc họ Erebidae.